# Tamotsu Suzuki
Tamotsu Suzuki (鈴木 保 Suzuki Tamotsu?), född 29 april 1947, är en japansk tidigare fotbollsspelare och tränare.
Tamotsu Suzuki var tränare för det japanska landslaget 1989-1996 och 1999.